# أزومينو (ناغانو)
مدينة أزومينو (باليابانية:安曇野市) هي أحد المدن التابعة لمحافظة ناغانو. تأسست رسميًا في 01/10/2005. ويقدر عدد سكانها بـ 97084 نسمة حسب تقدير مكتب الإحصاء الياباني لعام 2012. تبلغ مساحة أزومينو 331.82 كم2. بكثافة سكانية تبلغ 293 نسمة/كم2.

## توأمة
لأزومينو (ناغانو) اتفاقيات توأمة مع كل من:
- توغانه
- ميساتو
- إيدوغاوا
- موساشينو
- Higashi-ku, Fukuoka [الإنجليزية]‏
- سانغو [الإنجليزية]‏
- مانازورو [الإنجليزية]‏
- كرامساش
- Wusan  [لغات أخرى]‏